# Лаодамия (дочь Беллерофонта)
Лаодамия (греч.  Λαοδάμεια) или Гипподамия или Дейдамия (греч. Δηιδάμεια) — дочь Беллерофонта, сестра Гипполоха и Исандра. Мать Сарпедона (от Зевса) согласно Илиаде, по другим источникам, Сарпедон — сын Зевса и Европы; убита разгневанной Артемидой. Согласно другим источникам (лексикон Рошера), Лаодамия вышла замуж за царя Ликии Эвандра. От Эвандра и был рождён Сарпедон, ставший затем правителем.
В честь Лаодамии назван астероид (1011) Лаодамия, открытый 5 января 1924 года немецким астрономом Карлом Райнмутом в обсерватории Хайдельберга